# Dieter Rams
Pour les articles homonymes, voir RAM.
Dieter Rams, né le 20 mai 1932 à Wiesbaden, est un designer industriel allemand contemporain, étroitement associé aux produits de consommation de la société Braun et à l'école fonctionnaliste du design industriel.

## Vie et carrière
Rams a étudié l'architecture à la Werkkunstschule Wiesbaden ainsi que l'apprentissage de la menuiserie de 1943 à 1957. Après avoir travaillé pour l'architecte Otto Apel entre 1953 et 1955, il rejoint le fabricant des appareils électroniques Braun où il est devenu chef de la conception en 1961, poste qu'il a gardé jusqu'en 1995.
Rams a expliqué son approche du design avec la phrase « Weniger, aber besser » qui se traduit librement par « Moins, mais avec la meilleure exécution ». Rams et son équipe ont créé de nombreux produits mémorables pour Braun comme le célèbre tourne-disques SK-4 et la série D des projecteurs de diapositives 35 mm de haute qualité (D45, D46). Il est également connu pour avoir conçu dans les années 1960 une collection de meubles pour Vitsœ (en), dont le système universel d'étagères 606 et le programme de chaises 620.
Beaucoup de ses réalisations - cafetières, calculatrices, radios, matériel audiovisuel, appareils électroménagers et produits de bureau - ont trouvé leur place dans de nombreux musées dans le monde entier, y compris le MoMA à New York. Pendant près de trente ans, Dieter Rams a servi comme chef du design pour Braun AG, jusqu'à sa retraite en 1998.
En 1999, il est élu membre de l'Académie des arts de Berlin et en 2002, il est fait commandeur de l'ordre du Mérite de la République fédérale d'Allemagne. 
En 2010, pour marquer sa contribution au monde du design, il a reçu le prix « Kölner Klopfer » par les étudiants de l'École internationale de design de Cologne.

## Les dix principes du «bon design» selon Dieter Rams
Tout bon design est : 
1. Innovant : Dieter Rams indique qu'il est peu probable d'épuiser les possibilités d'innovation dans la conception du design. Le développement technologique continu, offre en effet l'opportunité d'innover de manière perpétuelle. Le « bon design » est constamment mis à jour grâce à l'intégration des nouvelles technologies. Le design ne connait donc pas de limites en termes d'innovation.
2. Utile : l'objectif premier du designer est de conférer au produit une utilité. Le design de celui-ci doit avant tout être pratique. Pour autant, le produit doit aussi répondre à certains critères psychologiques et esthétiques . Aussi, le « bon design » donne priorité à l'utilité d'un produit et proscrit l'ensemble des caractéristiques superflues.
3. Esthétique : la conception bien exécutée ne manque pas de beauté. La qualité esthétique d'un produit fait partie intégrante de son utilité. Les produits utilisés au quotidien produisent un effet indirect sur les utilisateurs et leur bien-être. Un produit peut-être à la fois bien fait et beau.
4. Compréhensible : un bon design implique que la structure du produit soit compréhensible et prédispose l'utilisateur à utiliser ses fonctions de manière intuitive. Idéalement, le produit est intuitif pour toutes les catégories d'utilisateurs.
5. Discret : tous les produits et leur conception doivent être aussi bien neutres et sobres. La simplicité et la neutralité sont destinées à fournir un espace d'expression pour chaque utilisateur. Tous les produits bien conçus servent un objectif similaire à celui de tous les outils. Ainsi, une bonne conception ne doit pas confondre l'identité des produits avec celle des objets décoratifs ou des œuvres d'art. Un produit bien exécuté est un outil qui ne perd pas son temps avec une identité esthétiquement illogique.
6. Honnête : un design honnête ne cherche pas à tromper l'utilisateur sur la valeur réelle du produit. De plus, un design honnête ne cherche pas à manipuler le consommateur avec des promesses qui ne seraient pas corrélées à la réalité physique du produit.
7. Durable : la mode est par nature éphémère et subjective. Par opposition, l'exécution appropriée du « bon design » confère à chaque produit une nature objective et intrinsèquement utile qui pérennise son utilisation. Ces qualités sont reflétées par la tendance des utilisateurs à conserver des produits bien conçus, bien que la transformation de la société en groupe consumériste favorise les produits jetables.
8. Exhaustif : Dieter Rams établit cette règle comme un absolu : le « bon design » ne laisse jamais rien au hasard. La précision de chaque détail exprime le respect des concepteurs envers leurs consommateurs. Chaque erreur apparait comme un manque de respect.
9. Écologique : un « bon design » doit contribuer de manière significative à la préservation de l'environnement par la conservation des ressources et en minimisant la pollution physique et visuelle au cours du cycle de vie du produit. L'aspect de valeur à long terme entre ici aussi en jeu.
10. Minimaliste : Dieter Rams distingue le « Less is more » (« Moins c'est mieux »), paradigme de conception quotidiennement régurgité dans l'industrie du design, de son propre paradigme : « Moins, mais avec la meilleure exécution ». Son approche favorise les principes fondamentaux de chaque produit et évite tout ce qui est superflu. Le résultat idéal correspond à des produits d'une grande pureté et simplicité.

## Quelques réalisations de Dieter Rams

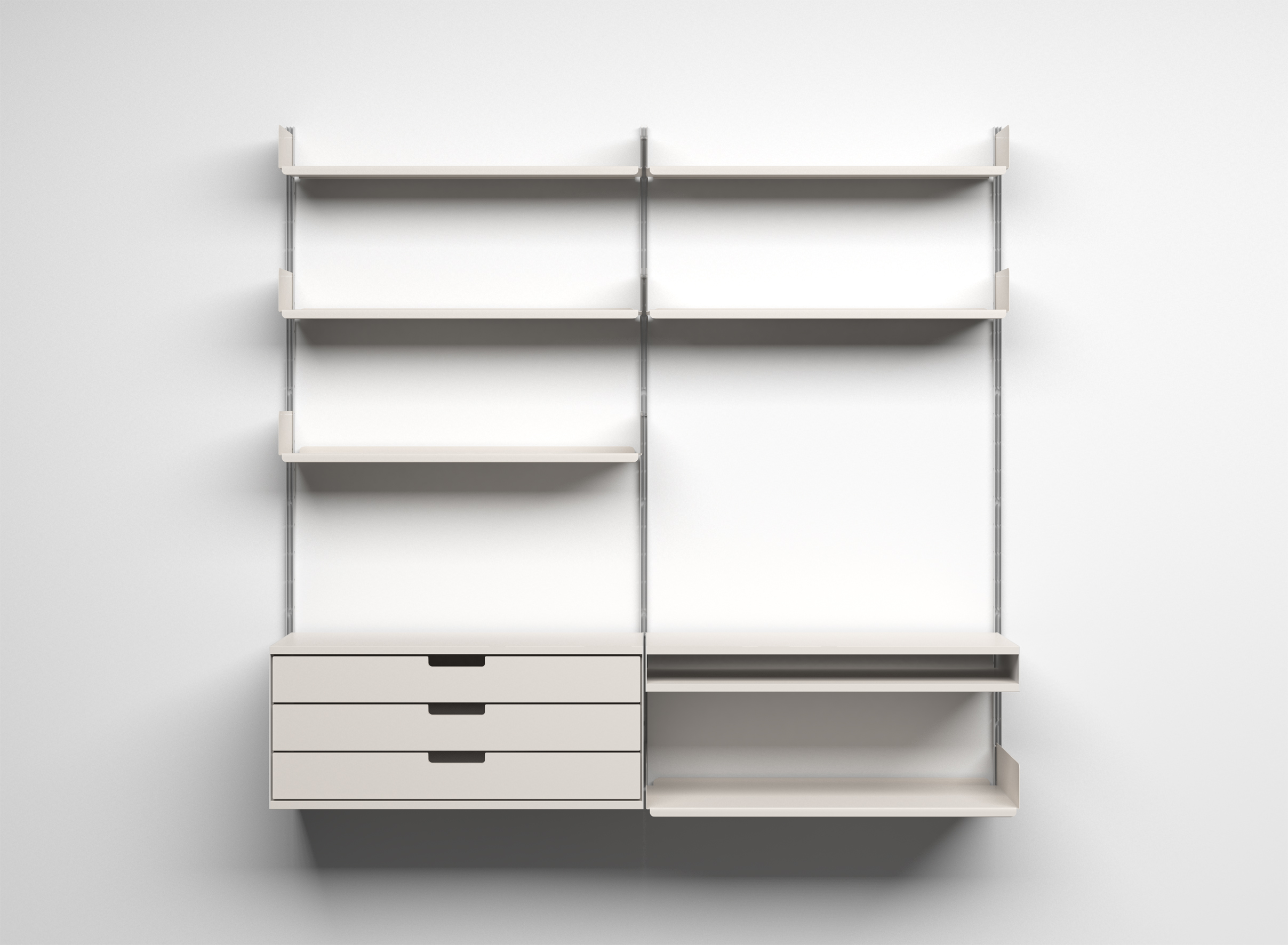
Système universel d'étagères 606 Vitsœ (1960)
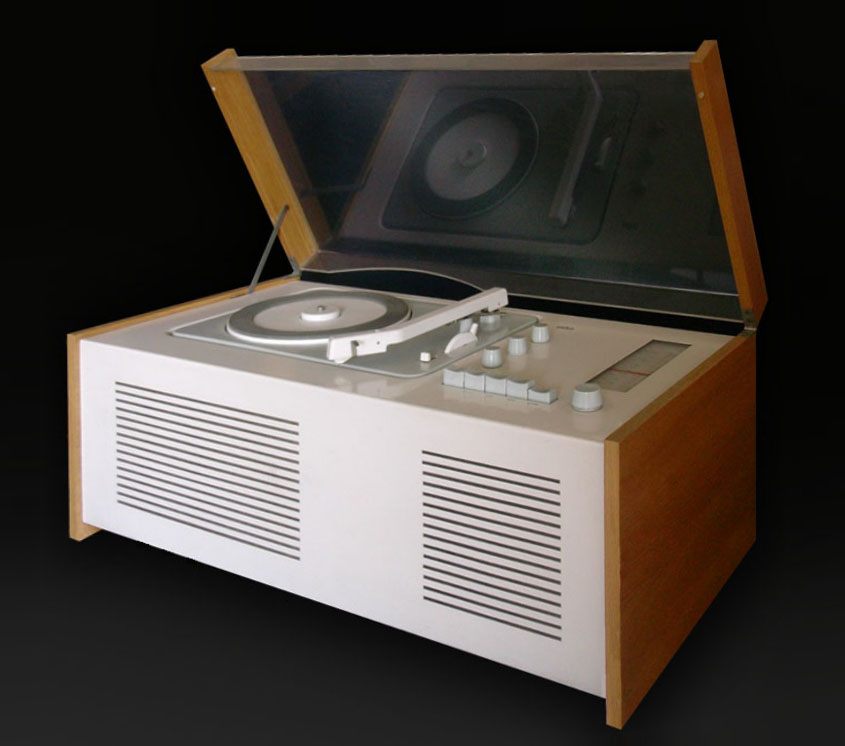
Combiné radio-tourne-disques de salon SK 61 (1962)
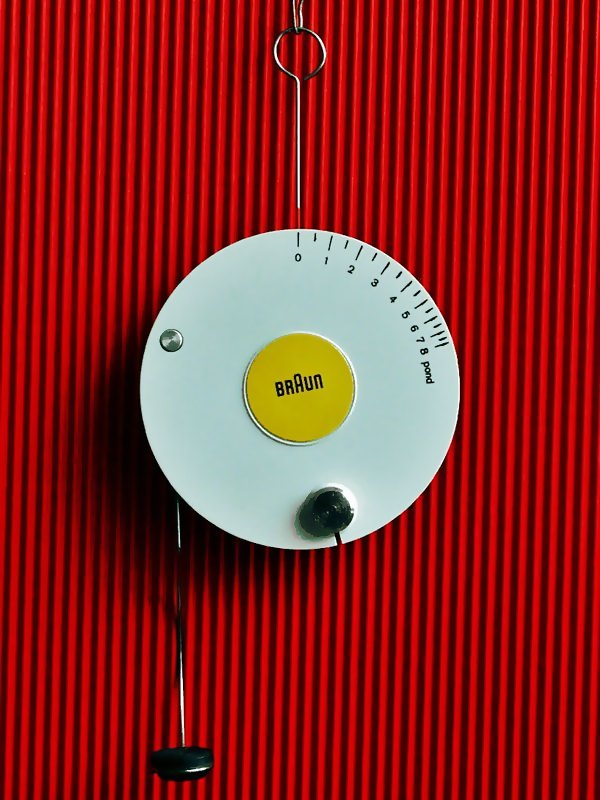
Balance Tonarmwaage (1962)
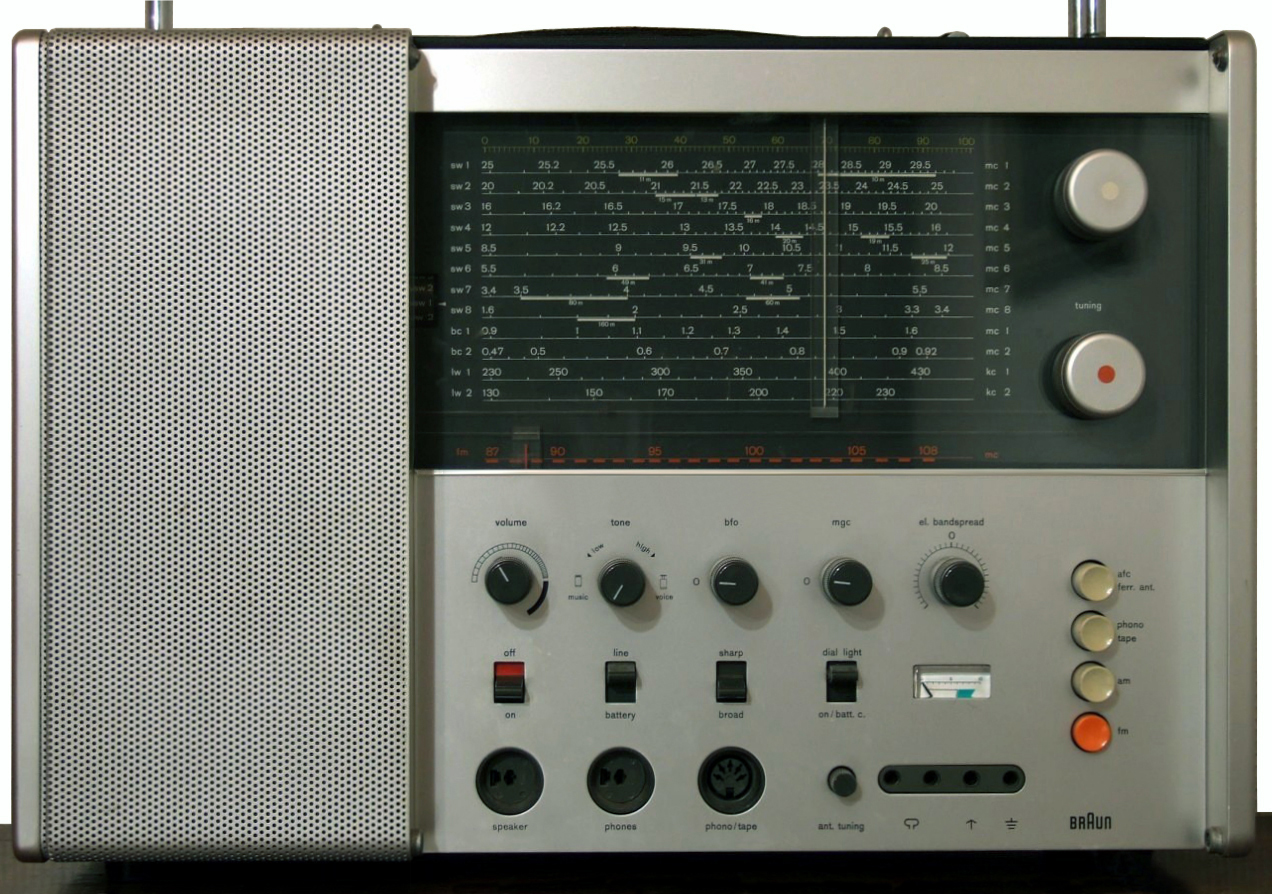
T 1000 (1963) T 1000 CD (1968)
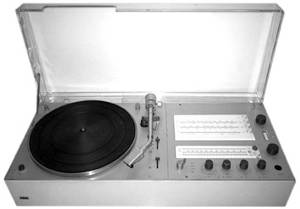
Braun Audio 310 (1971)

## ExpositionLess and More
Less and More est une exposition des travaux les plus marquants de Rams pour Braun et Vitsœ. Elle s'est d'abord tenue au Japon en 2008 et 2009 au Musée Suntory à Osaka et au Fuchu Art Museum de Tokyo. Entre novembre 2009 et mars 2010, elle a été présentée au Design Museum de Londres,, puis au Musée des arts appliqués de Francfort de mai à septembre 2010 et au San Francisco Museum of Modern Art d'août 2011 à février 2012.

## Héritage
Les travaux de Rams ont eu une influence non négligeable sur la direction choisie par Jonathan Ive, vice-président de la section design chez Apple, dans les productions de la marque.
Dans le documentaire Objectified (en), Rams déclare qu'Apple est la seule entreprise à même de concevoir des produits selon les principes qu'il a édictés.